# Greenhouse Academy
Greenhouse Academy es una serie de televisión lanzada por Netflix. Está basada en la serie televisiva israelí The Greenhouse (Ha-Hamama), creada por Giora Chamizer, la serie fue adaptada para audiencias internacionales por Chamizer y Paula Yooi. La primera temporada de la serie fue lanzada por Netflix el 8 de septiembre de 2017. Mientras que la segunda temporada fue lanzada el 14 de febrero de 2018, la tercera fue lanzada el 25 de octubre de 2019 y la cuarta fue lanzada el 20 de marzo de 2020.

## Sinopsis
Ocho meses después de perder su madre astronauta en una explosión de un cohete, Alex (Finn Roberts) y su hermana Hayley (Ariel Mortman) ingresan en una escuela privada para futuros líderes. Cada uno se une en una casa escolar distinta que compiten entre ellas. Pronto, habrá acontecimientos misteriosos en ambas casas que los obligará a llevar a cabo una investigación secreta. Los estudiantes descubren un plan para crear terremotos a cambio de un beneficio monetario. Sólo al unir fuerzas serán capaces de detenerlo.

## Elenco
- Benjamin Papac como Maximilian Miller.
- Jessica Amlee como Jackie Sanders (1-2).
- BJ Mitchell como Parker Grant.
- Dana Melani como Emma Geller (3-4).
- Ishai Golan como Carter Woods.
- Selina Giles como Ryan Woods (1-2 recurrente 3-4 principal).
- Yiftach Mizrahi como Jason Osmond.
- Nitsan Levartovsky como Suzanne McGill.
- Parker Stevenson como Louis Osmond.
- Nadine Ellis como Judy Hayward (1-2).
- Yuval Yanai Como Eric Simmons (1-2-4).
- Reina Hardesty como Aspen Fairchild (2-4).

### Recurrentes
- Efratu Dor como Michelle Wallace.
- Natalie Berkowitz como Meredith.
- Dean Gerber como Owen.
- Jake Miller como Seth.
- Stephanie Troyak como Tammy.
- Amit Yagur como Becca.
- Zvika Fohrman como Entrenador Davies.
- Jonathan Miller como Kyle.
- Maayan Florece como Marcus.
- Errol Trotman Harewood como David Diggs.
- Iftach Ophir como Perry (agente del FBI).
- Aaron Kaplan como Brandon Thomas.

## Elenco y personajes
| Actor/Actriz    | Personaje      | Temporadas | Temporadas | Temporadas | Temporadas |
| Actor/Actriz    | Personaje      | 1          | 2          | 3          | 4          |
| --------------- | -------------- | ---------- | ---------- | ---------- | ---------- |
| Ariel Mortman   | Hayley Woods   | Principal  | Principal  | Principal  | Principal  |
| Finn Roberts    | Alex Woods     | Principal  | Principal  | Principal  | Principal  |
| Chris O'Neal    | Daniel Hayward | Principal  | Principal  | Principal  | Principal  |
| Dallas Hart     | Leo Cruz       | Principal  | Principal  | Principal  | Principal  |
| Cinthya Carmona | Sophie Cardona | Principal  | Principal  | Principal  | Principal  |
| Grace Van Dien  | Brooke Osmond  | Principal  | Principal  |            |            |
| Danika Yarosh   | Brooke Osmond  |            |            | Principal  | Principal  |

- Benjamin Papac como Maximilian Miller.
- Jessica Amlee como Jackie Sanders (1-2).
- BJ Mitchell como Parker Grant.
- Dana Melani como Emma Geller (3-4).
- Ishai Golan como Carter Woods.
- Selina Giles como Ryan Woods (1-2 recurrente 3-4 principal).
- Yiftach Mizrahi como Jason Osmond.
- Nitsan Levartovsky como Suzanne McGill.
- Parker Stevenson como Louis Osmond.
- Nadine Ellis como Judy Hayward (1-2).
- Yuval Yanai Como Eric Simmons (1-2-4).
- Reina Hardesty como Aspen Fairchild (2-4).

### Recurrentes
- Efratu Dor como Michelle Wallace.
- Natalie Berkowitz como Meredith.
- Dean Gerber como Owen.
- Jake Miller como Seth.
- Stephanie Troyak como Tammy.
- Amit Yagur como Becca.
- Zvika Fohrman como Entrenador Davies.
- Jonathan Miller como Kyle.
- Maayan Florece como Marcus.
- Errol Trotman Harewood como David Diggs.
- Iftach Ophir como Perry (agente del FBI).
- Aaron Kaplan como Brandon Thomas.

## Producción
Greenhouse Academy en una serie original de Netflix basada en la serie israelí The Greenhouse (Ha-Hamama), la cual se emitió en Nickelodeon Israel. Ambas versiones estuvieron creadas por Giora Chamizer y producidos por Nutz Producciones, una filial de Ananey Comunicaciones. Las dos temporadas constan de 12 episodios, y la serie con un total de 24 episodios. La serie estuvo filmada en el verano 2016 en Tel Aviv y en otras ubicaciones de Israel. La primera temporada fue lanzada por la plataforma Netflix el 8 de septiembre de 2017. El 18 de enero de 2018, la cuenta oficial de la serie en Instagram anunció que la segunda temporada sería lanzada en Netflix el 14 de febrero de 2018.

## Doblaje
El doblaje para Latinoamérica fue realizado en Argentina por el estudio Gapsa.
| Actor/Actriz    | Personaje      | Temporadas | Temporadas | Temporadas | Temporadas |
| Actor/Actriz    | Personaje      | 1          | 2          | 3          | 4          |
| --------------- | -------------- | ---------- | ---------- | ---------- | ---------- |
| Ariel Mortman   | Hayley Woods   | Principal  | Principal  | Principal  | Principal  |
| Finn Roberts    | Alex Woods     | Principal  | Principal  | Principal  | Principal  |
| Chris O'Neal    | Daniel Hayward | Principal  | Principal  | Principal  | Principal  |
| Dallas Hart     | Leo Cruz       | Principal  | Principal  | Principal  | Principal  |
| Cinthya Carmona | Sophie Cardona | Principal  | Principal  | Principal  | Principal  |
| Grace Van Dien  | Brooke Osmond  | Principal  | Principal  |            |            |
| Danika Yarosh   | Brooke Osmond  |            |            | Principal  | Principal  |

| Personaje       | Actor original                                      | Actor de doblaje  |
| --------------- | --------------------------------------------------- | ----------------- |
| Hayley Woods    | Ariel Mortman                                       | Constanza Faraggi |
| Alex Woods      | Finn Roberts                                        | Nicolás Ginesin   |
| Daniel Hayward  | Chris O'Neal                                        | Matías Carossia   |
| Brooke Osmond   | Grace Van Dien (temp. 1-2) Danika Yarosh (temp. 3-) | Agustina Cirulnik |
| Leo Cruz        | Dallas Hart                                         | Mathias Rapisarda |
| Max Miller      | Benjamin Papac                                      | Patricio Lago     |
| Parker Grant    | BJ Mitchell                                         | Juan Balvín       |
| Jackie Sanders  | Jessica Amlee                                       | Agostina Longo    |
| Emma Geller     | Aviv Buchler (temp.1-2) Dana Melani (temp.3-4)      | Andrea Higa       |
| Sophie Cardona  | Cinthya Carmona                                     | danna igueroa     |
| Aspen Fairchild | Reina Hardesty                                      | Natalia Bernodat  |
| Louis Osmond    | Parker Stevenson                                    | Javier Gómez      |
| Judy Hayward    | Nadine Ellis                                        | Mara Campanelli   |
| Carter Woods    | Ishai Golan                                         |                   |
| Marcus          | Maayan Bloom                                        | Hernán Bravo      |
| Jason Osmond    | Yiftach Mizhari                                     |                   |